# Nana (Manet)
Pour les articles homonymes, voir Nana.
Nana est un tableau réalisé par le peintre Édouard Manet en 1877 et refusé au Salon de Paris de la même année. La toile se situe dans la droite lignée d’Olympia et d'autres œuvres où Manet se plaît à représenter sans faux-semblant la vie de plusieurs courtisanes ou « créatures » entretenues.
Ce tableau, qui date de deux ans avant la parution du roman homonyme de Zola, reprend avec beaucoup plus de légèreté et de futilité le thème de la grave Olympia, sous les traits de l’actrice Henriette Hauser. Le titre pourrait avoir été donné par Manet postérieurement à la réalisation du tableau, lorsqu’il apprit le titre du prochain ouvrage de Zola.

## Extrait du chapitre XI deL'Assommoird'Émile Zola (1877)
« Nana grandissait, devenait garce. À quinze ans, elle avait poussé comme un veau, très blanche de chair, très grasse, si dodue même qu’on aurait dit une pelote. Oui, c’était ça, quinze ans, toutes ses dents et pas de corset. Une vraie frimousse de margot, trempée dans du lait, une peau veloutée de pêche, un nez drôle, un bec rose, des quinquets luisants auxquels les hommes avaient envie d’allumer leur pipe. Son tas de cheveux blonds, couleur d’avoine fraîche, semblait lui avoir jeté de la poudre d’or sur les tempes, des taches de rousseur, qui lui mettaient là une couronne de soleil. Ah ! une jolie pépée, comme disaient les Lorilleux, une morveuse qu’on aurait encore dû moucher et dont les grosses épaules avaient les rondeurs pleines, l’odeur mûre d’une femme faite. »

## Sonnet anonyme (1877)
« Nana 
A Édouard Manet 

Sur son tableau exposé chez Giroux

C’est elle, c’est Nana, d’après Zola, 

L’a peinte. Des deux mains, l’impure se maquille 

Et de rouge et de blanc; sous le noir son œil brille,

Œil bête que jamais la pudeur ne voila.

Plus que nue, en chemise, elle étale, la fille, 

Ses appas et sa chair qui tente. La voilà. 

Elle a mis son corset de satin et s’habille 

Calme, près d’un monsieur, pour la voir venu là.

Certes, elle est cent fois infâme, cette grue ; 

On sait ce qui l’attend: aujourd’hui le boudoir 

Avec les colliers d’or, et demain le trottoir.

Eh bien, malgré ta honte, ô femelle de rue, 

Nana, tu n’atteins pas le degré du mépris 

Qu’inspire le Monsieur de tes formes épris.

Un impressionniste  »

## Extrait du chapitre VII deNanad'Émile Zola (1879)
« Un des plaisirs de Nana était de se déshabiller en face de son armoire à glace, où elle se voyait en pied. Elle faisait tomber jusqu’à sa chemise ; puis, toute nue, elle s’oubliait, elle se regardait longuement. C’était une passion de son corps, un ravissement du satin de sa peau et de la ligne souple de sa taille, qui la tenait sérieuse, attentive, absorbée dans un amour d’elle-même. »